# Ирландская мифология

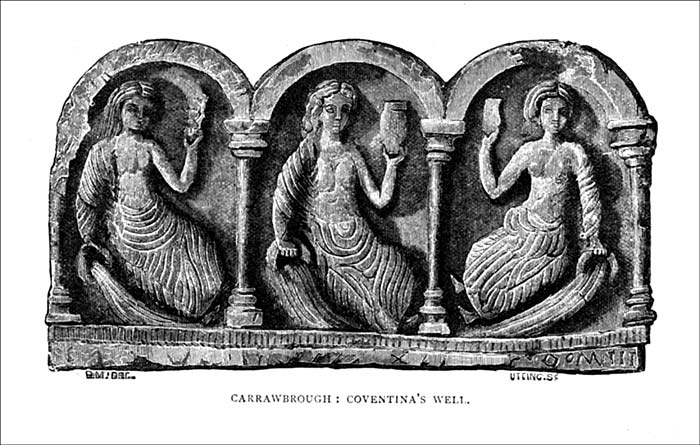
Три ипостаси Ковентины. Ксилография из «Предания Святых источников Англии».

Ирландская мифология — мифология ирландцев, входящая в корпус мифологии кельтской. Сохранившиеся источники позволяют разделить корпус текстов ирландской мифологии на четыре основных цикла: мифологический, уладский, Цикл Финна (или Оссиана) и королевский, или исторический. Кроме того, существует определённое количество материалов, не входящих в эти циклы.

## Ирландия — «самая кельтская» страна

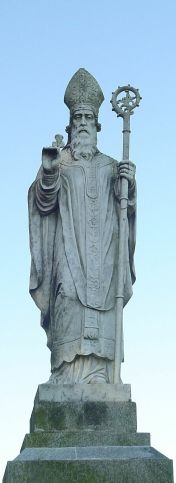
Статуя Святого Патрика

Основная проблема при изучении кельтской мифологии состоит в том, что до нас дошло весьма немного надёжных её источников. В основном о кельтах и их культуре мы судим по тому, что было написано античными авторами, начиная с Полибия, Диодора и Юлия Цезаря. Отношение к таким свидетельствам, понятно, настороженное, поскольку очень тяжело выделить, что же в таких свидетельствах истинно кельтское, а что наносное, так как кельты были побеждены Римом, и Галлия быстро романизировалась. Сами же античные авторы не были лишены некой предвзятости и оценивали увиденное согласно своим представлениям о богах и небесной иерархии, уделяя преимущественное внимание религиозным аспектам. В этом смысле положение Ирландии особое, поскольку она не была завоёвана римлянами, и даже от англо-норманнов независимость сохраняла до конца XII века, а потому была избавлена от влияния чуждой культуры. 
Другой проблемой можно признать процесс принятия христианства (IV—V столетия), поскольку христианизация всегда сопровождалась вытеснением языческой культуры. Вместе с тем, с новой верой в Ирландию пришла и письменность, в результате чего местная литературная традиция сменила своё качество, превратившись из устного предания в рукописный текст, и с VI по X век на острове трудились не менее ста скрипториев, деятельность которых отнюдь не сводилась к переписке литературы церковной. Тем не менее, значительная часть дошедших до нас ирландских скел лишена заметного христианского влияния, и именно по этой причине при изучении кельтской мифологии наибольший интерес представляет корпус именно ирландских легенд.

## Источники ирландских скел

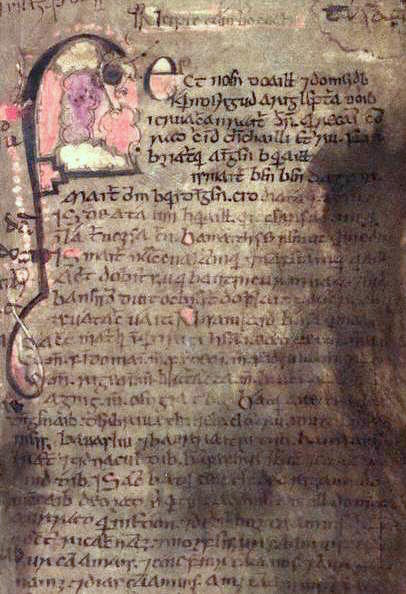
Страница Лейнстерской книги

### Мифологический цикл скел

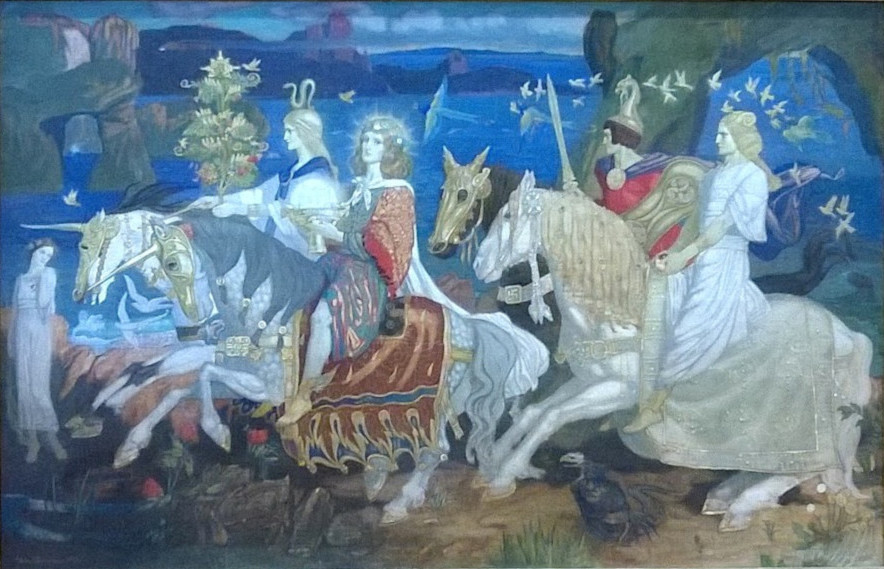
Джон Дункан. «Всадники сидов» (1911)

### Уладский цикл

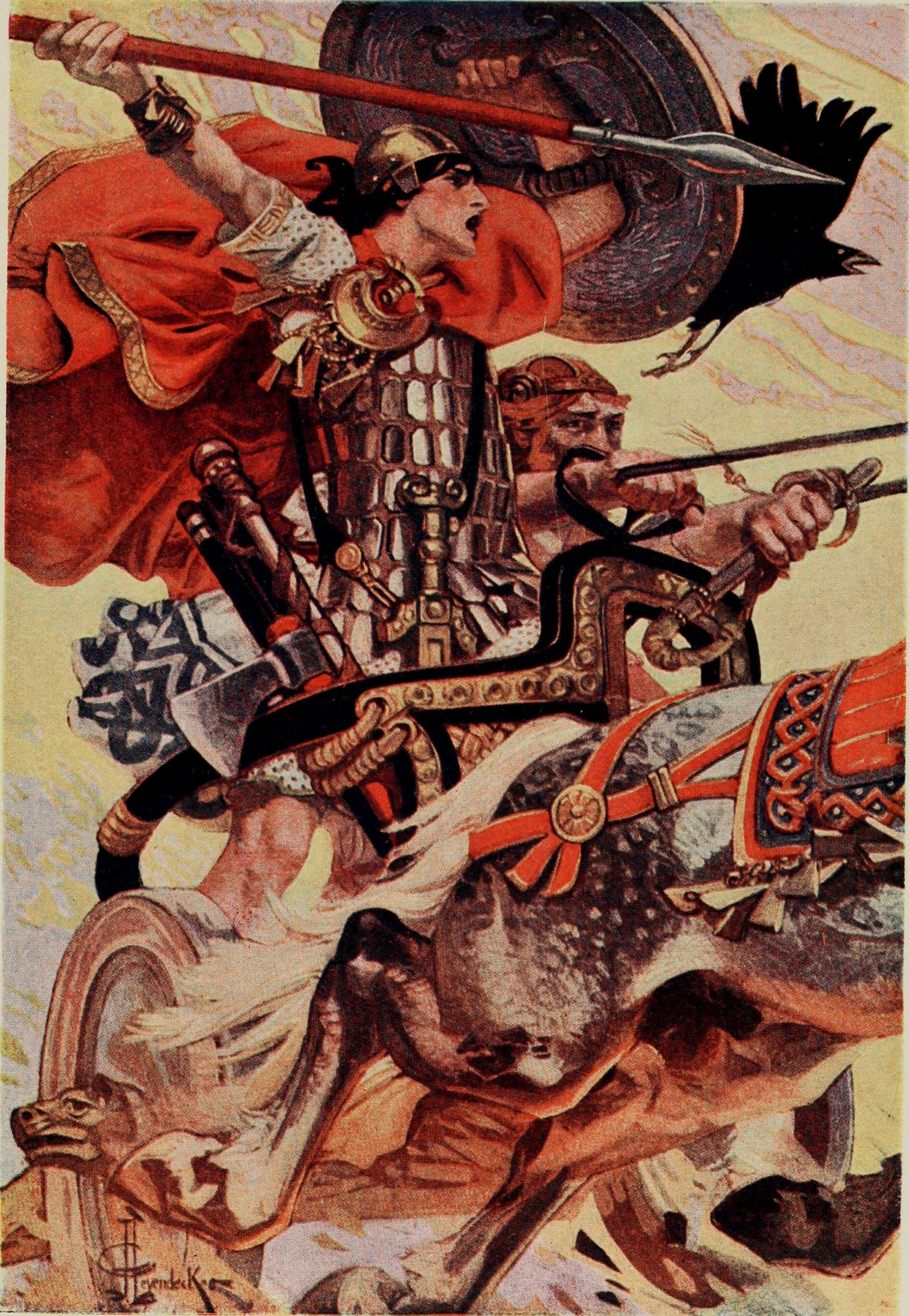
Кухулин. Илл. Дж. К. Лейендекера из книги Т. Роллестона «Мифы, легенды и предания кельтов», 1910 г.

### Цикл Финна или Оссиана

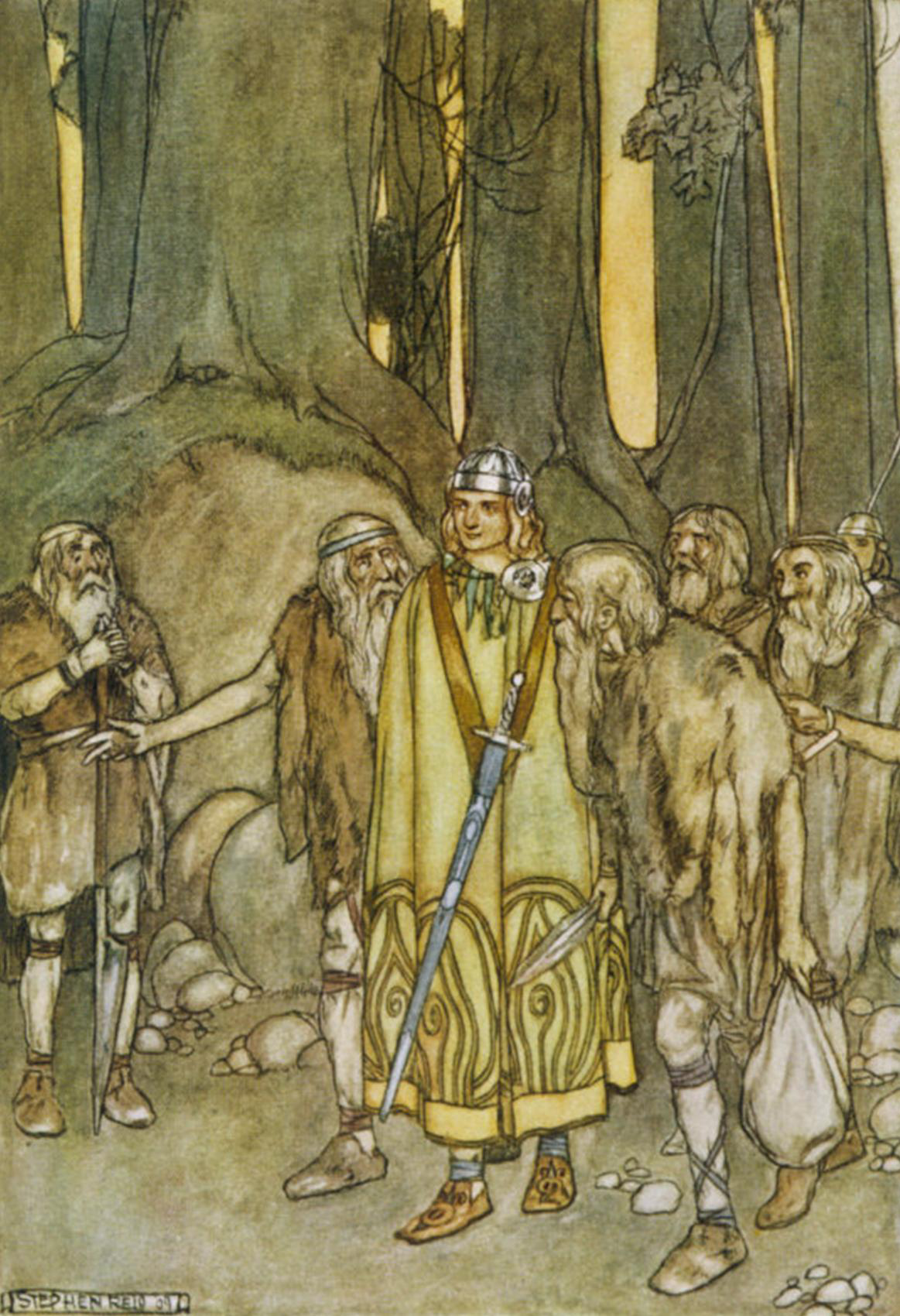
Финн Маккул, встречающий друзей покойного отца в лесу Коннахта. Илл. Стивена Рейда (1932)

### Фантастические повести

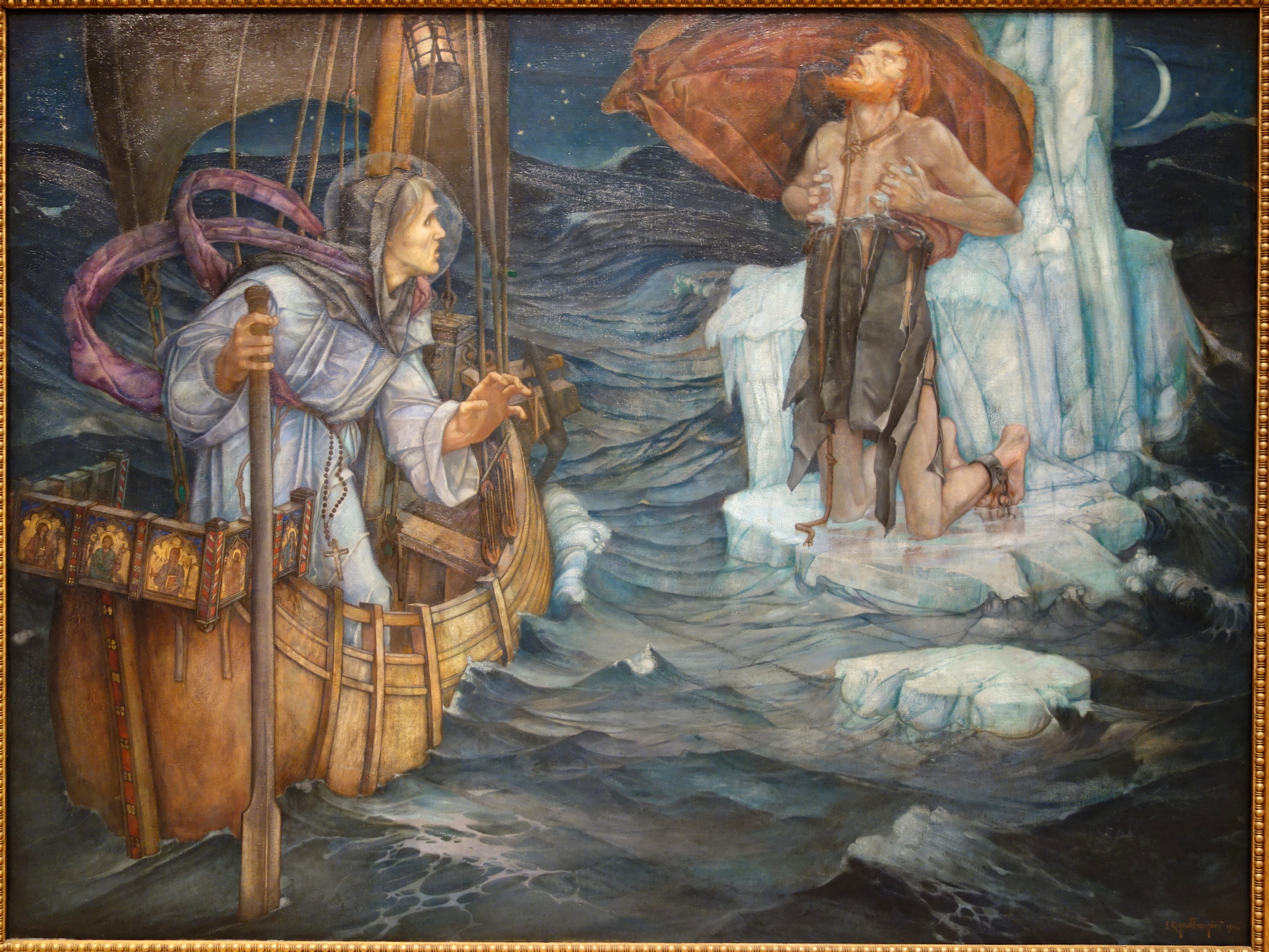
Эдвард Реджинальд Фрэмптон. «Плавание Святого Брендана» (1908)